# Constantin Boșcodeală
Constantin Boșcodeală (n. 21 decembrie 1961, Buzău, România) este un politician român, în prezent membru al Partidului Social Democrat, care a îndeplinit funcția de primar al municipiului Buzău din 1996 (când a candidat din partea Partidului Democrat), timp de aproape cinci mandate, până în 3 martie 2016, când a fost revocat din funcție în urma unei condamnări penale pentru fapte de corupție.
Boșcodeală este cel mai longeviv primar din istoria orașului Buzău. A fost ales primar candidând din partea Partidului Democrat în 1996, apoi, înainte de 2000 a trecut la Alianța pentru România (ApR). În 2002, după ce ApR a fuzionat cu Partidul Național Liberal, Boșcodeală a trecut la Partidul Social Democrat (PSD).

## Condamnare penală
În al treilea său mandat de primar, Constantin Boșcodeală a finanțat din bugetul municipalității clubul FC Gloria Buzău. Astfel, în calitate de ordonator principal de credite, Boșcodeală a alocat fonduri unor asociații non-profit, ele ajungând însă la unele societăți comerciale la care primarul însuși era acționar. Constantin Boșcodeală a fost condamnat definitiv la trei ani de închisoare cu suspendare sub supraveghere și un termen de încercare de cinci ani, precum și la pedeapsa complementară a interzicerii ocupării funcției de primar pe o perioadă de cinci ani. Instanța de fond l-a condamnat pe Constantin Boșcodeală pentru două infracțiuni de abuz în serviciu.

## Scandal sexual
Spre sfârșitul lui 2015, a fost publicată pe Internet o filmare în care o persoană care pare a fi Constantin Boșcodeală întreține raporturi sexuale cu două tinere simultan. Acest incident a dus la speculații că, întrucât înregistrarea este făcută în Rin Grand Hotel, deținut de politicianul PSD Robert Negoiță, ea este semnul unei acțiuni de șantaj desfășurată între membrii partidului.